# Hjorteds församling
Hjorteds församling är en församling i Kustbygdens kontrakt i Linköpings stift inom Svenska kyrkan. Församlingen ingår i Södra Tjusts pastorat och ligger i Västerviks kommun i Kalmar län.
Församlingskyrka är Hjorteds kyrka.

## Administrativ historik
Församlingen har medeltida ursprung. 
Församlingen har sedan sin tillblivelse till 2014 utgjort ett eget pastorat. Från 2014 ingår församlingen i Södra Tjusts pastorat.

## Series pastorum
Lista över Hjorted kyrkoherdar.
| Ämbetstid | Namn                             | Levnadstid | Övrigt                                               |
| --------- | -------------------------------- | ---------- | ---------------------------------------------------- |
|           | Andreas                          |            | Senare kyrkoherde i S:t Laurentii församling.        |
| 1515      | Simon                            |            | Curatus.                                             |
| 1520      | Ericus                           |            | Curatus.                                             |
| 1525      | Ingemarus                        |            |                                                      |
| 1525      | Joannes Hemmingi (Sudercopensis) |            |                                                      |
| 1530      | Petrus                           |            |                                                      |
| 1539–1550 | Simon                            | Död 1550   |                                                      |
| 1550–1583 | Ericus                           | Död 1583   |                                                      |
| 1585–1592 | Laurentius Petri Locknaviensisi  | Död 1592   |                                                      |
| 1593      | Petrus                           |            |                                                      |
| 1593–1628 | Johannes Labander                | 1551–1628  |                                                      |
| 1630–1631 | Ericus Nicolai                   | död 1631   |                                                      |
| 1632-1641 | Magnus Petri (Ostrogothus)       | 1594-1669  | Senare kyrkoherde i Svanshals församling.            |
| 1641–1666 | Nicolaus Benedicti (Lincopensis) | 1594–1666  |                                                      |
| 1667-1681 | Benedictus Hjort                 | 1632-1681  |                                                      |
| 1682–1709 | Daniel Dalenius                  | 1647–1709  |                                                      |
| 1710–1744 | Jonas Westerstrand               | 1673–1744  | Kontraktsprost.                                      |
| 1745–1768 | Sven Albert Westerstrand         | 1709–1768  | Kontraktsprost.                                      |
| 1774–1783 | Carl Boræn                       | 1720–1783  |                                                      |
|           | Anders Grönberger                | 1738–1797  | Senare kyrkoherde i Norrköpings S:t Olai församling. |
| 1791–1799 | Johan von Mellen                 | 1736–1799  |                                                      |
| 1801–1810 | Jacob Johan Hederström           | 1761–1810  |                                                      |
| 1811–1813 | Pehr Fredrik Wistrand            | 1780–1813  |                                                      |
| 1814–1853 | Isaac Magnus Palmaer             | 1771–1853  | Kontraktsprost.                                      |
| 1853–1885 | Jakob Östberg                    | 1811–1885  |                                                      |
| 1885–     | Johan Östberg                    | 1849–1923  | Kontraktsprost.                                      |
| 1971–1984 | Hans Heybroek                    | 1921–      | [ 6 ]                                                |

## Organister och klockare
| Verksam   | Namn                 | Levnadstid | Övrigt                |
| --------- | -------------------- | ---------- | --------------------- |
| 1680      | Bengt                |            | Klockare              |
| 1727-1731 | Isack Nyström        |            | Klockare              |
| 1733-1771 | Isack Nystrand       | 1699-1771  | Klockare              |
| 1774-1814 | Carl Hammarquist     | 1750-      | Organist och klockare |
| 1818-1825 | Nils Östling         | 1789-1831  | Organist och klockare |
| 1825-1870 | Johan Tribler        | 1799-1870  | Organist och klockare |
| 1870-1896 | Nils Peter Petersson | 1822-      | Organist och klockare |